# Осейи-Сэмюэл, Брайт
Брайт Осейи-Сэмюэл (англ. Bright Osayi-Samuel; род. 31 декабря 1997, Окиджа, Анамбра) — нигерийский футболист, крайний защитник клуба «Бирмингем Сити» и сборной Нигерии.

## Клубная карьера
Осейи-Сэмюэл — воспитанник английского клуба «Блэкпул». 7 марта 2015 года в матче против «Шеффилд Уэнсдей» он дебютировал в Чемпионшипе. По итогам дебютного сезона клуб вылетел в Первую лигу Англии, а затем и во Вторую. 10 декабря 2016 года в поединке против «Стивениджа» Брайт забил свой первый гол за «Блэкпул». Летом 2017 года Осейи-Сэмюэл перешёл в «Куинз Парк Рейнджерс». В матче против «Бертон Альбион» он дебютировал за новую команду. 28 апреля 2018 года в поединке против «Бирмингем Сити» Брайт забил свой первый гол за «Куинз Парк Рейнджерс».
В начале 2021 года Осейи-Сэмюэл перешёл в турецкий «Фенербахче». 30 января в матче против «Ризеспора» он дебютировал в турецкой Суперлиге. 8 марта в поединке против «Коньяспора» Брайт забил свой первый гол за «Фенербахче».

## Международная карьера
17 ноября 2022 года в товарищеском матче против сборной Португалии Осейи-Сэмюэл дебютировал за сборную Нигерии.